# ماه سالاري (كوهستان)
ماه سالاري (بالفارسية: ماه سالاری) هي قرية تقع في إيران في Kuhestan Rural District. يقدر عدد سكانها بـ 65 نسمة بحسب إحصاء 2016.